# Tasnádi Ilona
Tasnádi Ilona, névváltozat: Tasnády (Budapest, 1890. szeptember 26. – Budapest, 1971. december 17.) magyar színésznő.

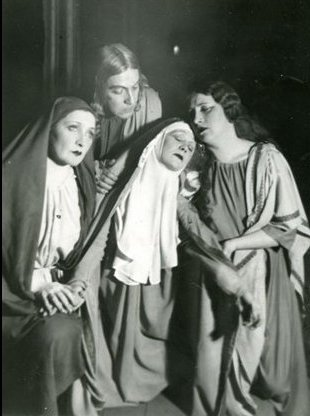
Gréban, Arnould: Jézus Krisztusról szóló 'Igazi passió'. Nemzeti Színház. Szereplők: Mária: Tasnádi Ilona, Jézus: Abonyi Géza, Magdolna: Füzess Anna, Veronika: Gombaszögi Irén.

## Családja
Szülei Tasnádi Nagy Gyula történész, levéltáros és sárai Szabó Mária. Nagyszülei Tasnádi Nagy Károly országgyűlési követ és Újházy Paulina, ükapja gróf Benyovszky Móric. Testvére Tasnádi Nagy András igazságügy miniszter. Férje Náday Béla színész, akivel 1912. június 17-én kötött házasságot Budapesten.

## Élete
1912-ben végzett a Színiakadémián, ezt követően 1914-ben a Nemzeti Színházhoz került, az intézménynek 1932-ben örökös tagja lett. 1923-ban elnyerte a Farkas–Ratkó-díjat. 1945-ben vonult nyugdíjba. Halálát tüdőgyulladás okozta.

## Fontosabb szerepei
- Shakespeare: A makrancos hölgy - Kata
- Shakespeare: Szentivánéji álom - Titánia
- Shakespeare: A velencei kalmár - Portia
- Madách Imre: Az ember tragédiája - Éva
- Katona József: Bánk bán - Melinda
- Herczeg Ferenc: Ocskay brigadéros - Tisza Ilona
- Schiller: Stuart Mária - Stuart Mária
- Harsányi Kálmán: Ellák - Hildegund
- George Bernard Shaw: Candida - Candida

## Filmjei
- Halálos tavasz (1939) – Ralben Ottóné Cecil
- Isten rabjai (1942) – IV. Béla király felesége
- Futótűz (1944) – báróné
- És a vakok látnak... (1944) – Madarász Mihályné, Irma anyja
- Szerelmes biciklisták (1965)

## Elismerése
- Farkas–Ratkó-díj (1923)
- A Nemzeti Színház örökös tagja (1932)
- Corvin-koszorú (1938)